# Station Taillebourg
Station Taillebourg is een spoorwegstation in de Franse gemeente Taillebourg.